# The Brady Kids
Mission Magic
The Brady Kids est une série télévisée d'animation américaine en 22 épisodes de 26 minutes, créée d'après la série The Brady Bunch et diffusée entre le 9 septembre 1972 et le 6 octobre 1973 sur le réseau ABC.
La série est inédite dans tous les pays francophones.

## Synopsis
Les enfants Brady, Greg, Marcia, Peter, Jan, Bobby et Cindy, vivent de trépidantes aventures accompagnés d'un mainate doté de pouvoirs magiques nommé Marlon, d'un chien surnommé Mop Top et de deux pandas nommés Ping et Pong. Ils sont parfois en conflit avec un trio d'enfants : Chuck White, Fleetwood et Babs.

## Distribution

### Voix originales
- Barry Williams puis Lane Scheimer : Greg Brady
- Maureen McCormick puis Erika Scheimer : Marcia Brady
- Christopher Knight puis David E. Smith : Peter Brady
- Eve Plumb : Jan Brady
- Mike Lookinland : Bobby Brady
- Susan Olsen : Cindy Brady
- Larry Storch : Marlon / Mop Top / Chuck White / Fleetwood
- Jane Webb : Ping et Pong / Babs

## Épisodes

### Première saison (1972)
1. Jungle Bungle, Part One
2. Jungle Bungle, Part Two
3. Double Trouble
4. Long Gone Silver
5. Cindy's Super Friend (avec Superman)
6. Pop Goes the Mynah
7. Who Was that Dog…?
8. It Ain't Necessarily Snow
9. A Funny Thing Happened on the Way to the End Zone
10. That Was No Worthy Opponent, That Was My Sister
11. You Took the Words Right Out of My Tape
12. Give Me a Home Where the Panda Bears Roam and the Dog and the Mynah Bird Play
13. It's All Greek to Me (avec Wonder Woman)
14. The Big Time
15. Marlon's Birthday Party
16. The Richest Man in the World
17. Wings

### Deuxième saison (1973)
1. Frankincense
2. Teacher's Pet (avec Madame Tickle de Mission Magic)
3. Marcia's Lib
4. Ceiling Zero
5. Who Believes in Ghosts?

## Commentaires
- Les enfants jouant dans la série live The Brady Bunch par contrat ont accepté de reprendre leurs rôles respectifs vocalement mais après la première saison ont décidé de ne plus jouer leurs personnages. Lou Scheimer menaça leurs agents de les poursuivre en justice pour rupture de contrat pensant les contraindre à revenir. Seuls trois d'entre eux revinrent mais les autres refusèrent et il dû les remplacer par d'autres comédiens dont ses propres enfants Erika et Lane pour la courte seconde saison.

- Dans le cinquième épisode de la première saison, les enfants Brady rencontrent Clark Kent et Loïs Lane ainsi que Superman.

- Dans le treizième épisode de la première saison, les enfants Brady font équipe avec Wonder Woman. Il s'agit de la première apparition officielle du personnage dans une série à la télévision, bien avant que Hanna-Barbera l'introduise dans un dessin animée sur ABC ou que Lynda Carter l'incarne en chair et en os dans la série éponyme.

- Dans le second épisode de la seconde saison, le personnage de Madame Tickle issu de la série Mission Magic apparaît.